# Sponge
Sponge é uma banda de pós-grunge de Detroit, Michigan.

## História
A banda recrutou Jimmy Paluzzi na bateria inicialmente. O álbum de estreia deles, Rotting Piñata, lançado em 1994, foi um grande hit, sendo muito tocado nas rádios e na MTV. Os dois grandes singles do álbum foram "Plowed" e "Molly", mas no fim de 94, Charlie Grover substituiu Paluzzi nas baquetas. O álbum seguinte, chamado Wax Ecstatic, teve uma faixa, "Have You Seen Mary", utilizada no filme de Kevin Smith, Chasing Amy.
Em 28 de junho de 1998, a Sponge abriu o primeiro show do tour de reencontro do Kiss. A banda havia sido chamada algumas semanas antes para substituir os Stone Temple Pilots, que tiveram que abandonar a apresentação devido aos problemas de Scott Weiland com drogas. O show foi um dos últimos do Tiger Stadium, em Detroit.
New Pop Sunday, feito na Beyond Records, foi o abandono do som de gênero bem definido dos dois primeiros álbuns, inegavelmente Pop Rock. A popularidade da banda caiu drasticamente durante esse período. O único single, "Live Here Without You", foi indicado para o Prêmio Nacional pelo Detroit Music Awards em 2000.
Em 2001, Dombroski entrou em um projeto externo, em Seattle: Spys4Darwin, que gravaram um LP e trabalharam juntos no ano que se seguiu. Durante esse tempo, os irmãos Cross e Charlie Grover deixaram a Sponge, e os membros restantes (Mazzola e Dombroski), chamaram o baterista Billy Adams, o baixista Tim Kurowski e o guitarrista Kurt Marschke. A banda continuou a carreira com For All the Drugs in the World, na Idol Records, em 2003.
A banda permaneceu com a então gravadora. Vinnie Dombroski criou uma nova formação, dessa vez sem o outro membro fundador Joey Mazzola. Dombroski se tornou o único membro original remanescente da Sponge, apesar de Adams e Kurowski, do álbum anterior, terem permanecido. The Man foi lançado pelos canais tradicionais na Idol Records.
Foi anunciado em Novembro de 2007 que o grupo lançaria um novo álbum, Galore Galore, na gravadora recém-contratada Bellum Records. Além disso, a formação de The Man seria a mesma para o novo lançamento. Essa foi a segunda vez que a formação continuou a mesma, tendo sido a primeira entre Wax Ecstatic e New Pop Sunday. O álbum foi finalmente lançado em dezembro do mesmo ano. Em 2009, o ex-produtor Tim Patalan substituiu Krukowski no baixo.

## Integrantes

### Formação atual
- Vinnie Dombroski - vocal
- Billy Adams - bateria
- Kyle Neeley - guitarra
- Tim Patalan - baixo
- Andy Patalan - guitarra e vocal de apoio

### Ex-integrantes
- Jimmy Paluzzi - bateria e vocal de apoio
- Mike Cross - guitarra
- Tim Cross - baixo
- Charlie Grover - bateria
- Kurt Marschke - guitarra
- Joey Mazzola - guitarra e vocal de apoio
- Tim Krukowski - baixo

## Discografia

### Álbuns
| Ano  | Título                         | Gravadora |
| ---- | ------------------------------ | --------- |
| 1994 | Rotting Piñata                 | Sony      |
| 1996 | Wax Ecstatic                   | Sony      |
| 1999 | New Pop Sunday                 | Beyond    |
| 2003 | For All the Drugs in the World | Idol      |
| 2005 | The Man                        | Idol      |
| 2007 | Galore Galore                  | Bellum    |